# Collegio di Bournemouth West
Bournemouth West è un collegio elettorale inglese situato nel Dorset e rappresentato alla camera dei Comuni del parlamento del Regno Unito. Elegge un membro del parlamento con il sistema maggioritario a turno unico; l'attuale parlamentare è Jessica Toale, eletta con Partito Laburista nel 2024.

## Estensione

Bournemouth West dal 2010 al 2024

- 1950-1974: i ward del County Borough di Bournemouth di Central, East Cliff, Kinson, Moordown North, Moordown South, Redhill Park, Westbourne, West Cliff e Winton.
- 1974-1983: i ward del County Borough di Bournemouth di Central, East Cliff, Kinson North, Kinson South, Redhill Park, Westbourne, West Cliff e Winton.
- 1983-1997: i ward del Borough di Bournemouth di Ensbury Park, Kinson, Redhill Park, Talbot Woods, Wallisdown, Westbourne, West Cliff e Winton, e i ward del Borough di Poole di Alderney, Bourne Valley e Canford Magna.
- 1997-2010: i ward del Borough di Bournemouth di Central, East Cliff, Ensbury Park, Kinson, Redhill Park, Talbot Woods, Wallisdown, Westbourne, West Cliff e Winton.
- 2010-2024: i ward del Borough di Bournemouth di Central, Kinson North, Kinson South, Redhill and Northbourne, Talbot and Branksome Woods, Wallisdown and Winton West, Westbourne and West Cliff e Winton East, e i ward del Borough di Poole di Alderney e Branksome East.
- dal 2024: i ward del distretto di Bournemouth, Christchurch and Poole wards di Alderney and Bourne Valley; Bournemouth Central; Kinson; Redhill and Northbourne; Talbot and Branksome Woods; Wallisdown and Winton West; Westbourne and West Cliff e and Winton East.[1]

Il collegio comprende la parte occidentale di Bournemouth, dalle aree di Kinson, Winton e Talbot fino al centro cittadino e a West Cliff. Con le modifiche apportate in occasione delle elezioni generali del 2010, il collegio ha ottenuto l'area di Branksome dal collegio di Poole, perdendo East Cliff a vantaggio del collegio di Bournemouth East.
Il collegio contiene i ward più laburisti di Bournemouth, nel quartiere di Kinson, ma il collegio ha sempre eletto conservatori ad ogni elezione sin dalla creazione, nel 1950.
Con l'eccezione del periodo 1983-1997 (quando era compreso in Bournemouth East), il centro di Bournemouth è sempre stato in questo collegio sin dal 1950.

## Membri del parlamento
| Elezione | Elezione        | Deputato              | Partito      |
| -------- | --------------- | --------------------- | ------------ |
|          | 1950            | Robert Gascoyne-Cecil | Conservatore |
| 1954 (S) | John Eden       |                       | Conservatore |
| 1983     | John Butterfill |                       | Conservatore |
| 2010     | Conor Burns     |                       | Conservatore |
|          | Conor Burns     | Ott 2022              | Indipendente |
|          | Conor Burns     | Dic 2022              | Conservatore |
|          | 2024            | Jessica Toale         | Laburista    |

## Elezioni

### Elezioni negli anni 2020
| Partito                    | Partito                                           | Candidato                  | Risultati 4 luglio 2024 | Risultati 4 luglio 2024 |
| Partito                    | Partito                                           | Candidato                  | Voti                    | %                       |
| -------------------------- | ------------------------------------------------- | -------------------------- | ----------------------- | ----------------------- |
|                            | Laburista                                         | Jessica Toale              | 14 365                  | 36,44                   |
|                            | Conservatore                                      | Conor Burns                | 11 141                  | 28,26                   |
|                            | Reform UK                                         | Ben Aston                  | 6 647                   | 16,86                   |
|                            | Lib Dem                                           | Jeff Hanna                 | 4 311                   | 10,94                   |
|                            | Verdi                                             | Darren Jones               | 2 614                   | 6,63                    |
|                            | Popoli Cristiani                                  | Julie Vivienne             | 201                     | 0,51                    |
|                            | Social Democratico                                | David Warden               | 139                     | 0,35                    |
|                            |                                                   |                            |                         |                         |
| Iscritti                   | Iscritti                                          | Iscritti                   | 70 259                  | 100,00                  |
| ↳ Votanti (% su iscritti)  | ↳ Votanti (% su iscritti)                         | ↳ Votanti (% su iscritti)  | 39 418                  | 56,10                   |
| ↳ Astenuti (% su iscritti) | ↳ Astenuti (% su iscritti)                        | ↳ Astenuti (% su iscritti) | 30 841                  | 43,90                   |
|                            |                                                   |                            |                         |                         |
|                            | Esito: collegio passa da Conservatore a Laburista |                            |                         |                         |

### Elezioni negli anni 2010
| Partito                    | Partito                                   | Candidato                  | Risultati 12 dicembre 2019 | Risultati 12 dicembre 2019 |
| Partito                    | Partito                                   | Candidato                  | Voti                       | %                          |
| -------------------------- | ----------------------------------------- | -------------------------- | -------------------------- | -------------------------- |
|                            | Conservatore                              | Conor Burns                | 24 550                     | 53,40                      |
|                            | Laburista                                 | David Stokes               | 14 400                     | 31,32                      |
|                            | Lib Dem                                   | Jon Nicholas               | 4 931                      | 10,72                      |
|                            | Verdi                                     | Simon Bull                 | 2 096                      | 4,56                       |
|                            |                                           |                            |                            |                            |
| Iscritti                   | Iscritti                                  | Iscritti                   | 74 205                     | 100,00                     |
| ↳ Votanti (% su iscritti)  | ↳ Votanti (% su iscritti)                 | ↳ Votanti (% su iscritti)  | 45 977                     | 61,96                      |
| ↳ Astenuti (% su iscritti) | ↳ Astenuti (% su iscritti)                | ↳ Astenuti (% su iscritti) | 28 228                     | 38,04                      |
|                            |                                           |                            |                            |                            |
|                            | Esito: collegio confermato a Conservatore |                            |                            |                            |

| Partito                    | Partito                                   | Candidato                  | Risultati 8 giugno 2017 | Risultati 8 giugno 2017 |
| Partito                    | Partito                                   | Candidato                  | Voti                    | %                       |
| -------------------------- | ----------------------------------------- | -------------------------- | ----------------------- | ----------------------- |
|                            | Conservatore                              | Conor Burns                | 23 812                  | 53,50                   |
|                            | Laburista                                 | David Stokes               | 16 101                  | 36,18                   |
|                            | Lib Dem                                   | Phil Dunn                  | 2 929                   | 6,58                    |
|                            | Verdi                                     | Simon Bull                 | 1 247                   | 2,80                    |
|                            | Pirata                                    | Jason Halsey               | 418                     | 0,94                    |
|                            |                                           |                            |                         |                         |
| Iscritti                   | Iscritti                                  | Iscritti                   | 73 202                  | 100,00                  |
| ↳ Votanti (% su iscritti)  | ↳ Votanti (% su iscritti)                 | ↳ Votanti (% su iscritti)  | 44 507                  | 60,80                   |
| ↳ Astenuti (% su iscritti) | ↳ Astenuti (% su iscritti)                | ↳ Astenuti (% su iscritti) | 28 695                  | 39,20                   |
|                            |                                           |                            |                         |                         |
|                            | Esito: collegio confermato a Conservatore |                            |                         |                         |

| Partito                    | Partito                                   | Candidato                  | Risultati 7 maggio 2015 | Risultati 7 maggio 2015 |
| Partito                    | Partito                                   | Candidato                  | Voti                    | %                       |
| -------------------------- | ----------------------------------------- | -------------------------- | ----------------------- | ----------------------- |
|                            | Conservatore                              | Conor Burns                | 20 155                  | 48,25                   |
|                            | UKIP                                      | Martin Houlden             | 7 745                   | 18,54                   |
|                            | Laburista                                 | David Stokes               | 7 386                   | 17,68                   |
|                            | Lib Dem                                   | Mike Plummer               | 3 281                   | 7,85                    |
|                            | Verdi                                     | Elizabeth McManus          | 3 107                   | 7,44                    |
|                            | Patria                                    | Dick Franklin              | 99                      | 0,24                    |
|                            |                                           |                            |                         |                         |
| Iscritti                   | Iscritti                                  | Iscritti                   | 72 012                  | 100,00                  |
| ↳ Votanti (% su iscritti)  | ↳ Votanti (% su iscritti)                 | ↳ Votanti (% su iscritti)  | 41 773                  | 58,01                   |
| ↳ Astenuti (% su iscritti) | ↳ Astenuti (% su iscritti)                | ↳ Astenuti (% su iscritti) | 30 239                  | 41,99                   |
|                            |                                           |                            |                         |                         |
|                            | Esito: collegio confermato a Conservatore |                            |                         |                         |

| Partito                    | Partito                                   | Candidato                  | Risultati 6 maggio 2010 | Risultati 6 maggio 2010 |
| Partito                    | Partito                                   | Candidato                  | Voti                    | %                       |
| -------------------------- | ----------------------------------------- | -------------------------- | ----------------------- | ----------------------- |
|                            | Conservatore                              | Conor Burns                | 18 808                  | 45,15                   |
|                            | Lib Dem                                   | Alasdair Murray            | 13 225                  | 31,75                   |
|                            | Laburista                                 | Sharon Carr-Brown          | 6 171                   | 14,81                   |
|                            | UKIP                                      | Philip Glover              | 2 999                   | 7,20                    |
|                            | Indipendente                              | Harvey Taylor              | 456                     | 1,09                    |
|                            |                                           |                            |                         |                         |
| Iscritti                   | Iscritti                                  | Iscritti                   | 71 702                  | 100,00                  |
| ↳ Votanti (% su iscritti)  | ↳ Votanti (% su iscritti)                 | ↳ Votanti (% su iscritti)  | 41 659                  | 58,10                   |
| ↳ Astenuti (% su iscritti) | ↳ Astenuti (% su iscritti)                | ↳ Astenuti (% su iscritti) | 30 043                  | 41,90                   |
|                            |                                           |                            |                         |                         |
|                            | Esito: collegio confermato a Conservatore |                            |                         |                         |

### Elezioni negli anni 2000
| Partito                    | Partito                                   | Candidato                  | Risultati 5 maggio 2005 | Risultati 5 maggio 2005 |
| Partito                    | Partito                                   | Candidato                  | Voti                    | %                       |
| -------------------------- | ----------------------------------------- | -------------------------- | ----------------------- | ----------------------- |
|                            | Conservatore                              | John Butterfill            | 14 057                  | 41,44                   |
|                            | Lib Dem                                   | Richard Renaut             | 10 026                  | 29,55                   |
|                            | Laburista                                 | Dafydd Williams            | 7 824                   | 23,06                   |
|                            | UKIP                                      | Michael Maclaire-Hillier   | 2 017                   | 5,95                    |
|                            |                                           |                            |                         |                         |
| Iscritti                   | Iscritti                                  | Iscritti                   | 63 647                  | 100,00                  |
| ↳ Votanti (% su iscritti)  | ↳ Votanti (% su iscritti)                 | ↳ Votanti (% su iscritti)  | 33 924                  | 53,30                   |
| ↳ Astenuti (% su iscritti) | ↳ Astenuti (% su iscritti)                | ↳ Astenuti (% su iscritti) | 29 723                  | 46,70                   |
|                            |                                           |                            |                         |                         |
|                            | Esito: collegio confermato a Conservatore |                            |                         |                         |

| Partito                    | Partito                                   | Candidato                  | Risultati 7 giugno 2001 | Risultati 7 giugno 2001 |
| Partito                    | Partito                                   | Candidato                  | Voti                    | %                       |
| -------------------------- | ----------------------------------------- | -------------------------- | ----------------------- | ----------------------- |
|                            | Conservatore                              | John Butterfill            | 14 417                  | 42,85                   |
|                            | Laburista                                 | David Stokes               | 9 699                   | 28,82                   |
|                            | Lib Dem                                   | Fiona Hornby               | 8 468                   | 25,17                   |
|                            | UKIP                                      | Cynthia Blake              | 1 064                   | 3,16                    |
|                            |                                           |                            |                         |                         |
| Iscritti                   | Iscritti                                  | Iscritti                   | 63 248                  | 100,00                  |
| ↳ Votanti (% su iscritti)  | ↳ Votanti (% su iscritti)                 | ↳ Votanti (% su iscritti)  | 33 648                  | 53,20                   |
| ↳ Astenuti (% su iscritti) | ↳ Astenuti (% su iscritti)                | ↳ Astenuti (% su iscritti) | 29 600                  | 46,80                   |
|                            |                                           |                            |                         |                         |
|                            | Esito: collegio confermato a Conservatore |                            |                         |                         |

## Risultati dei referendum

### Referendum sulla permanenza del Regno Unito nell'Unione europea del 2016
|             | Collegio         | Lasciare UE % | Rimanere in UE % |
| ----------- | ---------------- | ------------- | ---------------- |
|             | Bournemouth West | 57,8%         | 42,2%            |
| Inghilterra | 53,3%            | 46,7%         |                  |
| Regno Unito | 51,9%            | 48,1%         |                  |